# Lotus E23 Hybrid
A Lotus E23 Hybrid egy Formula–1-es versenyautó, amit a Lotus F1 Team tervezett és versenyeztetett a 2015-ös Formula–1 világbajnokság során. Pilótái Romain Grosjean és Pastor Maldonado voltak. Ez volt a csapat első Mercedes-motoros autója, ami húsz év óta a csapat (és jogelődei) Renault-motoros korszakát szakította meg, és az első brit licenc alatt versenyző csapat voltak, amely Petronas üzemanyagot használt.
A Lotus és a Mercedes partnerségét hat évig, a 2020-as idény végéig tervezték, ám a Lotus még ebben az évben komoly pénzügyi nehézségekkel kezdett el küszködni, és emiatt felvásárolta őket a Renault, idő előtt véget vetve a kapcsolatnak.

## Áttekintés
Az előző idény igen rosszul sikerült a csapat számára. Az egyébként is gyengének és megbízhatatlannak mondható Renault-turbómotor, a kasztni alapvető problémái, és egyéb körülmények miatt eléggé visszaestek a korábbi évekhez képest, így 2015 kisebb előrelépést hozott. Ismét rendszeressé vált a pontszerzés, ám vezetői hibák és sajnálatos balesetekbe való belekeveredések miatt rengeteg pontot vesztettek. Maldonado az idény első hat versenyéből ötször kiesett, és a 19 versenyen is összesen kilencszer. A spanyol és brit nagydíjakon a két versenyző egymással is ütközött. A szezon fénypontja Grosjean harmadik helyezése volt Belgiumban. A gyűjtött 78 pont a konstruktőri hatodik helyre volt elég, ami az összteljesítményt tekintve lehetett volna több is.
A spanyol nagydíjon a csapat a Mad Max – A harag útja című filmet népszerűsítette, a szponzori matricákon kívül egy különleges bemutatóautó is készült. Szingapúrban a Forza Motorsport 6 című játékot reklámozták, a pilóták zöld Xbox overallokat viseltek.

## Eredmények
| Év   | Csapat   | Motor                  | Gumik | Pilóták          | Futamok | Futamok | Futamok | Futamok | Futamok | Futamok | Futamok | Futamok | Futamok | Futamok | Futamok | Futamok | Futamok | Futamok | Futamok | Futamok | Futamok | Futamok | Futamok | Pontok | Helyezés |
| Év   | Csapat   | Motor                  | Gumik | Pilóták          | AUS     | MAL     | CHN     | BHR     | ESP     | MON     | CAN     | AUT     | GBR     | HUN     | BEL     | ITA     | SIN     | JPN     | RUS     | USA     | MEX     | BRA     | ABU     | Pontok | Helyezés |
| ---- | -------- | ---------------------- | ----- | ---------------- | ------- | ------- | ------- | ------- | ------- | ------- | ------- | ------- | ------- | ------- | ------- | ------- | ------- | ------- | ------- | ------- | ------- | ------- | ------- | ------ | -------- |
| 2015 | Lotus F1 | Mercedes PU106B Hybrid | P     | Romain Grosjean  | KI      | 11      | 7       | 7       | 8       | 12      | 10      | KI      | KI      | 7       | 3       | KI      | 13†     | 7       | KI      | KI      | 10      | 8       | 9       | 78     | 6.       |
| 2015 | Lotus F1 | Mercedes PU106B Hybrid | P     | Pastor Maldonado | KI      | KI      | KI      | 15      | KI      | KI      | 7       | 7       | KI      | 14      | KI      | KI      | 12      | 8       | 7       | 8       | 11      | 10      | KI      | 78     | 6.       |

† - kiesett, de a versenytáv 90%-át teljesítette, így rangsorolták